# 维克多·维尔古斯
维克多·安德烈耶维奇·维尔古斯（俄语：Виктор Андреевич Вельгус，1922年9月5日—1980年7月2日），俄罗斯华裔汉学家、翻译家、中国文学与文化研究专家，主要研究方向为中国古典文学翻译、宋代诗词研究及中国中世纪航海史。

## 早年经历
维克多·维尔古斯1922年出生于苏联。父亲为周姓山东人，早年加入苏联红军并参与革命。1924年父母双亡后，维尔古斯被父亲的战友吴振东收养，改从养母姓氏。5岁随养父母迁居海参崴，7岁返回中国山东定居，先后在青岛、上海、天津等地生活。他自幼展现语言天赋，精通俄语、汉语（带山东口音）、英语及日语。

## 学术生涯
1947年，维尔古斯应苏联汉学泰斗瓦西里·阿列克谢耶夫院士邀请，赴列宁格勒大学东方系担任汉语口语教师，期间通过自学完成大学课程。其教学风格深受学生推崇，著名汉学家孟列夫即为其弟子之一。
1950年代起，维尔古斯与妻子济娜伊达·齐佩洛维奇（Зинаида Циперович）合作翻译中国古典文学，代表作包括李汝珍《镜花缘》及抱瓮老人《今古奇观》俄译本（选译26篇白话小说），后者累计出版超10万册。
他还致力于中国当代文学译介，与孟列夫合译郁达夫、赵树理等作家作品。
此外，他还研究研究中国10至15世纪的航海史。其硕士学位论文聚焦10至15世纪中国与非洲海上交流。